# 渌口镇
渌口镇是湖南省株洲市渌口区的一个行政建制镇，亦是渌口区政府驻地。

## 历史
渌口因位于渌水与湘江交汇处而得名，自古为军事屯兵要塞。东汉时期，伏波将军马援受汉光武帝派遣，南征交趾，而往返屯兵于此。至今有古迹伏波庙。郦道元《水经注》称为漉浦，而“渌口”这一地名最早见载于《梁书》。唐朝时期，建立渌口戍。明朝时期，明政府在当地渌口市设置巡检司。1934年，建立渌口镇，隶属于醴陵县，1959年，划归株洲县，并成为株洲县府所在地。1992年，原均坝乡并入渌口镇。
2018年，中华人民共和国国务院同意撤销株洲县，新设渌口区，区政府驻渌口镇学堂路1号。

## 地理
- 城中地名，旧街道有接龙桥，沙河里，关口，半边街，庙弄子，学堂岭，燕窝里。
  - 今有渌滨路，南江路，学堂路，迎宾路，向阳路，伏波大道，漉浦路，黎韶路。
- 新建有渌口经济工业园。

## 行政区划
现辖：
关口社区、向阳社区、伏波岭社区、姚家岭社区、南塘社区、甘塘坡社区、接龙桥社区、桔园社区、王家洲村、双月村、渌口村、湾塘村、柏树村、象石村、松岗村、西塘村、子规村、杨梅村、快山村、花园村、东塘村、蛇头村、团山村、杨塘村、汤家冲村、排上村和思梅桥村。

## 交通
- 公路：境内有 211省道，贯城而过。2009年城区街道已经全部实现交通指挥电子化。
- 铁路：京广铁路。城内有渌口站，目前仅管内列车靠站。
- 航运：渌江原可通行机驳船，上可沿渌江而上，到达醴陵。湘江可上抵衡阳，下至岳阳。

## 教育
- 中学：株洲县第五中学，潇湘双语学校。
- 职教：株洲县渌口职业中学。
- 小学：育红小学，南塘小学，湖塘小学，双月小学。